# Minilimosina bistylus
Minilimosina bistylus är en tvåvingeart som beskrevs av Marshall 1985. Minilimosina bistylus ingår i släktet Minilimosina och familjen hoppflugor. Inga underarter finns listade i Catalogue of Life.